# Hydrotechnical facilities
ハイドロテクニカル・ファシリティ（英:Hydrotechnical facilities）は、水理学 (hydraulics) を応用した技術 (technology) を使って建造した設備 (facility) のこと。河川、運河、ダム、水路、防波堤などの土木系の建造物を示すことが多い。